# Азаренко, Виктория Фёдоровна
Викто́рия Фёдоровна Аза́ренко (бел. Вікторыя Фёдараўна Аза́ранка; род. 31 июля 1989[…], Минск, СССР) — белорусская теннисистка.

## Общая информация
Азаренко родилась в семье инструктора по вождению Фёдора Михайловича Азаренко и его супруги Аллы Валентиновны, работавшей методистом в Республиканском центре олимпийской подготовки по теннису Республики Беларусь. Также есть старший брат Максим. Азаренко начала заниматься теннисом в 7 лет по настоянию мамы. У теннисистки есть сын — Лео (родился 19 декабря 2016 года).

### Личная жизнь
В 2012—2014 годах Азаренко встречалась с американским музыкантом Redfoo.
19 декабря 2016 года родила сына Лео от своего бойфренда Билли Маккига в Лос-Анджелесе. Пара рассталась летом 2017 года, после чего начались судебные разбирательства касательно опеки над сыном, Азаренко пропустила остаток сезона 2017 года. Судебные разбирательства продолжились в 2018 и 2019 годах.

### Поведение на корте
Специалисты часто критикуют белорусскую спортсменку за то, что она производит слишком много шумовых эффектов при ударах по мячу. Азаренко называют в числе лидеров по громкости крика — аппаратура на Уимблдонском теннисном турнире зафиксировала испускаемый ею шум в 95 децибел и продолжительностью более 1,5 сек.
Ранее специалисты также отмечали, что Азаренко была склонна к потере контроля над собой во время матчей. Ещё одним поводом для критики является тот факт, что Азаренко часто нецензурно выражается на корте.

## Спортивная карьера

### Юниорские годы
В соревнованиях Юниорского тура ITF Азаренко дебютировала в августе 2002 года на домашнем турнире уровня G5 в Минске, где уступила в первом же матче одиночного разряда россиянке Ольге Пучковой, а паре с Ниной Маглатюк с ходу дошла до финала.
В марте 2003 года на турнире уровня G4 в Шяуляе Азаренко дошла до четвертьфинала одиночного разряда, а в парном разряде с соотечественницей Ольгой Говорцовой завоевала первый титул в юниорском туре. В апреле на турнире уровня G3 в Ташкенте Азаренко выиграла свой первый юниорский титул в одиночном разряде, переиграв в финале Анастасию Жукову (6:2, 6:3), а также с Олесей Назаровой победила в парах. В мае на турнире уровня G2 в Италии дошла до финала одиночного разряда, где уступила Михаэлле Крайчек со счётом 4:6, 1:6 и выиграла в парном разряде вместе с Ольгой Говорцовой. В июне на турнире уровня G1 в Лондоне Азаренко и Говорцова дошли до финала, где уступили Крайчек и Флипкенс со счётом 6:7(4), 6:4. В декабре на престижном юниорском турнире Orange Bowl в Майами их пара смогла дойти до финала, где они уступили Марине Эракович и Екатерине Косминской в трёх сетах.
2004 год Азаренко начала с полуфинала на турнире G1 в Сан-Хосе (Коста-Рика), а в паре с Говорцовой завоевали титул. В апреле она вышла в ещё один полуфинал на турнире G1 во Франции. Затем на турнире G2 в Италии завоевала титул в одиночном и парном (с Говорцовой) разрядах. Через неделю, также в Италии Азаренко и Говорцова выиграли парный трофей уровня G1 На турнире Трофей Бонфильо Азаренко дошла до финала, где уступила Сесиль Каратанчевой в трёх сетах, а в парном разряде вновь выиграла титул в команде с Ольгой Говорцовой завоевали, победив в финале Каратанчеву и Эракович.
Полученный рейтинг позволил дебютировать на юниорских соревнованиях Большого шлема. Первым турниром серии стал Открытый чемпионат Франции, где Азаренко доиграла до третьего раунда одиночного разряда и полуфинала парного разряда вместе с Ольгой Говорцовой
. В июне Азаренко завоевала оба титула на турнире G1 в Германии. В одиночном разряде в финале она одолела свою партнёршу по паре Ольгу Говорцову. На юниорском Уимблдоне — Азаренко добралась до полуфинала, уступив в затяжном третьем сете сербке Ане Иванович. В парном же разряде Азаренко и Говорцовой удалось стать чемпионками после победы в финале над Никулеску и Эракович. На Открытом чемпионате США среди девушек Азаренко, как и на Уимблдоне смогла выйти в полуфинал в одиночках, а также в парном разряде с Говорцовой.
2005 год стал последним годом белорусской теннисистки в юниорском теннисе. За год сыграно шесть турниров и лишь раз (на Ролан Гарросе) Азаренко проиграла раньше полуфинала. 4 из 5 оставшихся соревнований она выиграла, записав на свой счёт две победы на турнирах Большого шлема и по титулу на соревнованиях старших категорий юниорского тура — G1 в Мельбурне и Осаке и GA в Осаке. В январе на Открытом чемпионате Австралии она в финале обыграла Агнеш Савай (6:2, 6:2),
а в сентябре на Открытом чемпионате США Алексу Глатч (6:3, 6:4). 31 января 2005 года, после титула в Австралии, Азаренко впервые поднялась на вершину юниорского рейтинга. Парные выступления в сезоне были также весьма успешным. Азаренко сыграла пять турниров (в сотрудничестве с Алисой Клейбановой, Мариной Эракович и Агнеш Савай). Ей удалось добиться права сыграть четыре финала, в которых были взяты три титула (все на соревнованиях Большого шлема). На Открытом чемпионате Австралии она победила с Эракович, а на Ролан Гарросе и Уимблдоне в паре с Савай. По итогам же всего сезона, оценив успехи белорусской теннисистки, ITF признала её лучшей молодой теннисисткой года.

### Начало взрослой карьеры
Первые годы
В возрасте 14 лет Азаренко дебютировала на соревнованиях, сыграв в ноябре 2003 года на двух 10-тысячниках из цикла ITF в Израиле. На первом из в Рамат-ха-Шароне с ходу была одержана победа в парном разряде (совместно Говорцовой). В следующем году было сыграно пять взрослых турниров. В июле на 25-тысячнике ITF в Дармштадте Азаренко одержала свою первую победу над игроком топ-200, обыграв украинку Марию Корытцеву.
Удачно проведя серию турниров в США весной 2005 года, Азаренко прорвалась в топ-300 мирового рейтинга. В апреле она получила первый вызов в сборной Беларуси на отборочные игры Кубка Федерации. Она выиграла три матча в одиночках и два из трёх в парах (в дуэте с Татьяной Пучек) и помогла своей команде обыграть в региональном отборе Израиль и Украину, однако в финале они уступили Словении. В июле Азаренко выиграла первый взрослый турнир, победив на 50-тысячнике ITF в Петанже. В сентябре она впервые через квалификацию смогла попасть на турнир
Чуть позже, на соревнованиях в Гуанчжоу, белорусская теннисистка впервые прошла и дебютировала на квалификацию на турнирах WTA-тура. По итогу удалось дойти до полуфинала, попутно переиграв двух игроков топ-100. Данный успех позволяет войти и закрепиться в топ-200. В ноябре был выигран парный титул на 75-тысячнике из цикла ITF в Тусоне, взятым вместе с Татьяной Пучек.
Набранный рейтинг в 2005 году, позволил в январе 2006 года обеспечить себе место в квалификации Открытого чемпионата Австралии. Азаренко успешно прошла три раунда квалификации и дебютировала на взрослом турнире серии Большого шлема, где в первом раунде проиграла Сане Мирза. В феврале на турнире в Мемфисе Азаренко обыграла первого игрока топ-20 (Николь Вайдишову), а также в парном разряде смогла выйти в финал в альянсе с Каролиной Возняцки. Попав через квалификацию на турнир в Майами, она обыграла игрока из топ-30 (Елену Янкович и вышла в третий раунд. Во время грунтовой части сезона Азаренко неизменно попадала после квалификации на турниры основного тура, однако пока проигрывала в первом раунде. На турнире 1-й категории в Риме она проиграла чемпионке Анастасии Мыскиной Ролан Гаррос-2004 только на тай-брейке третьего сета. В перво раунде Открытого чемпионата Франции Азаренко в тяжёлом матче проиграла Анабель Медине Гарригес при счёте в третьем сете 7:9. В июле она впервые поднялась в первую сотню одиночного рейтинга. На Открытом чемпионате США она берёт реванш у Мыскиной в первом круге, впервые дойдя до третьего круга, в котором уступила Анне Чакветадзе. В сентябре на турнире в Ташкенте Азаренко во второй раз во взрослой карьере дошла до полуфинала турнира WTA, где проиграла Сунь Тяньтянь из Китая. В парном разряде в Ташкенте она выиграла дебютный титул в туре, разделив свой успех с Татьяной Пучек. Год завершила выходом в финал 75-тысячника из цикла ITF в Питтсбурге, где не доиграла матч с представительницей Канады Александрой Возняк.
2007 год
Начав год 96-й ракеткой мира, Азаренко стартовала с серии австралийских турниров. На Открытом чемпионате Австралии она второй раз подряд дошла до третьего раунда одиночного турнира Большого шлема, попутно обыграв Марион Бартоли (во втором раунде), прежде чем проиграть 11-й ракетке мира Елене Янкович. В миксте она сыграла в паре с соотечественником Максимом Мирным достигла первого финала Большого шлема, где они проиграли Елене Лиховцевой и Даниэлю Нестору (4:6, 4:6). На связке американских весенних супертурниров Азаренко сначала в Индиан-Уэлсе прошла квалификацию и дошла до третьего раунда основы, где уступила Вере Звонарёвой. Это выступление позволило белорусской спортсменке попасть напрямую в основу турнира в Майами, где она вновь дошла до третьего раунда — на этот раз её останавливает Николь Вайдишова из Чехии.
На первой неделе мая Азаренко впервые вышла в одиночный финал WTA — на грунтовом турнире в Оэйраше, где она на тай-брейке третьего сета проиграла немке Грете Арн. На следующей неделе она вышла в полуфинал турнира в Праге, но при счёте 3:6, 5:4 против Акико Моригами была вынуждена прекратить борьбу. Эти результаты позволили впервые подняться в топ-50. Вернуться в тур удалось только на Открытом чемпионате Франции где уже на старте проиграла итальянке Карин Кнапп. В конце июня на Уимблдонском турнире Азаренко дошла до третьего раунда, снова уступив Вайдишовой (на тот момент 14-й ракетке мира).
Подготовку к Открытому чемпионату США Азаренко уместила в три турнира: в Станфорде и Сан-Диего в партнёрстве с Анной Чакветадзе дважды удалось дойти до парных финалов, а в одиночках лучшим результатом стал четвертьфинал в Лос-Анджелесе. На Открытом чемпионате США Азаренко впервые в карьере вышла в четвёртый круг взрослого турнира Большого шлема (где уступила будущей финалистке турнира — Светлане Кузнецовой). В третьем раунде она уверенно сыграла с экс-первой ракеткой мира Мартиной Хингис, отдав ей в двух выигранных сетах трёхсетового матча лишь один гейм. В миксте (вместе с соотечественником Максимом Мирным) она смогла взять первый титул Большого шлема, обыграв в финале пару Меганн Шонесси и Леандер Паес в двух сетах.
Осенью она сыграла три турнира. В Люксембурге Азаренко вышла в 1/4 финала, попутно переиграв Агнешку Радваньскую и впервые в карьере теннисистку из топ-10 — Надежду Петрову (6:2, 6:1). В 1/4 финала её остановила Вера Звонарёва. В парном разряде (вместе с Шахар Пеер) дошла до финала. На следующей неделе на турнире в Ташкенте она имела первый номер посева и добилась второго одиночного финала WTA, проиграв решающий матч Полин Пармантье из Франции. Год завершился на турнире 1-й категории в Москве. Во втором раунде удалось 18-летней Азаренко удалось переиграть 4-ю ракетку мира Марию Шарапову — 7:6(7), 6:2, отыграв 6 сетпойнтов в первом сете. В четвертьфинале же она проиграла чемпионке турнира того года Еленой Дементьевой. В парном разряде вместе с соотечественницей Татьяной Пучек дошла до финала, где они уступили лишь на решающем сете паре Лизель Хубер и Кара Блэк. Год она завершила на 30-м месте в одиночном рейтинге и на 32-м — в парном.
2008 год

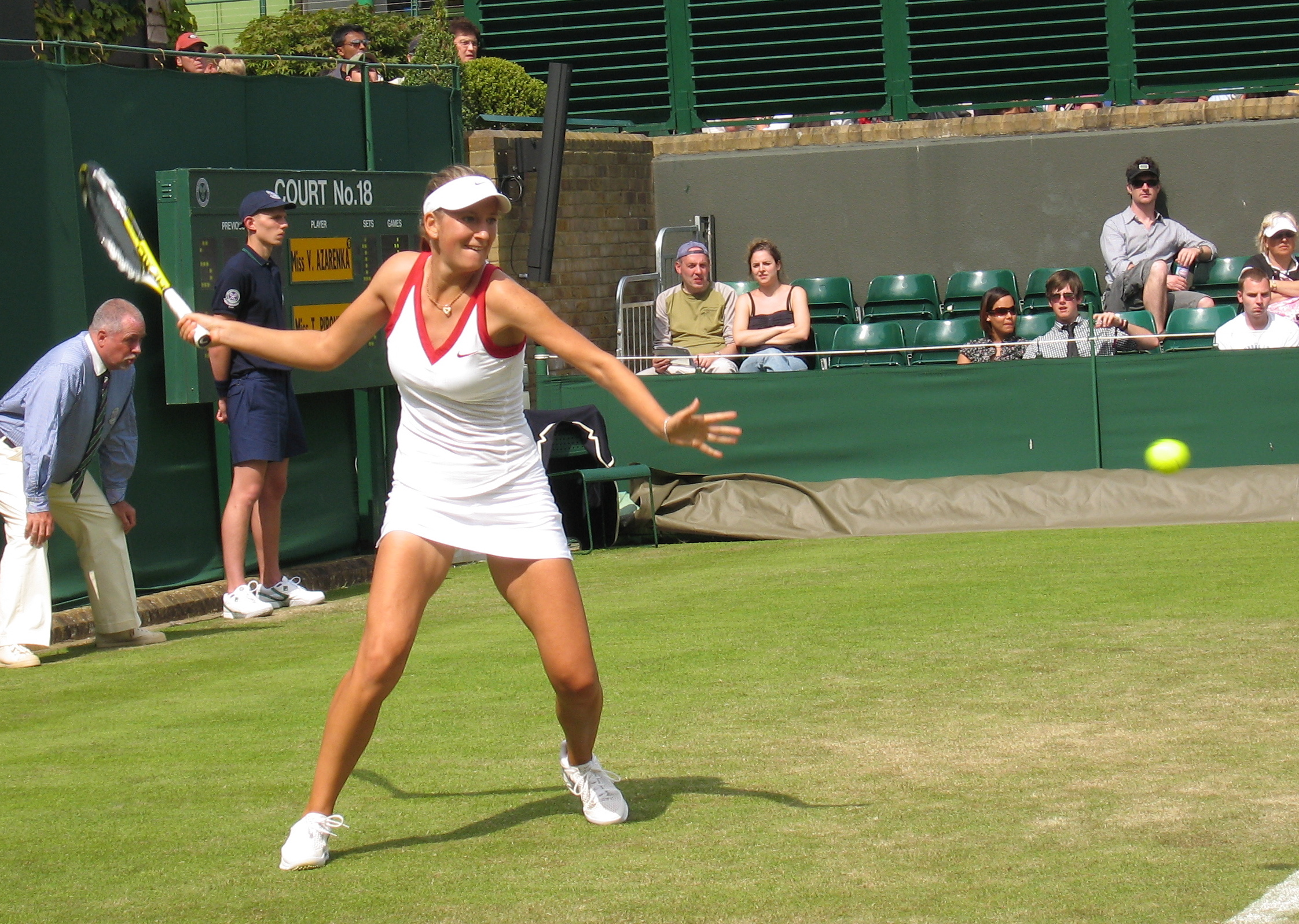
Азаренко на Уимблдоне-2008

Азаренко начала сезон в Голд-Косте (Австралия). Будучи несеянной, она дошла до финала, попутно выбив № 4 посева Шахар Пеер из Израиля. В своём третьем финале одиночного турнира WTA она снова уступила — китайской теннисистке Ли На. После турнира она впервые в карьере поднялась на 25-ю строчку рейтинга. Но сохранить позиции не удалось — в Хобарте пришлось сняться уже после четырёх геймов первого матча из-за небольшой травмы левой ноги. На Открытом чемпионате Австралии Виктория была впервые посеяна — 26-й. Относительно легко пройдя первые 2 раунда, в третьем ей пришлось завершить борьбу — действующая чемпионка турнира Серена Уильямс была сильнее — 3:6 4:6. В паре вместе со своей партнёршей Шахар Пеер получила 12-й номер посева. Пройдя 5 пар, из которых три были сеянными — Саню Мирзу / Алисию Молик (№ 6 посева), Жанетт Гусарову / Флавию Пеннетту (№ 13 посева) и чемпионок 2006 года Чжэн Цзе / Янь Цзы (№ 7 посева), они вышли в финал, где уступили несеянной украинской паре Алёна и Катерина Бондаренко, хотя и выиграли у них первый сет. В марте на супертурнире в Майами она уступила в третьем раунде Светлане Кузнецовой, хотя и вела 6:1, 5:2. В паре (снова с Шахар Пеер) дошла до полуфинала.
В апреле в паре теперь с Еленой Весниной ей удалось добиться финала в Амелия-Айленде и полуфинала в Чарлстоне. В начале мая Азаренко сыграла в четвёртом одиночном финале в туре — на турнире в Праге, где не уступив до финала ни сета, она всё-таки не смогла завоевать первый крупный титул, проиграв россиянке Вере Звонарёвой — 6:7(2) 2:6. Затем на турнире 1-й категории в Берлине достигла двух полуфиналов (в одиночке была выбита из турнира седьмая ракетка мира Анна Чакветадзе, прежде чем её остановила Динара Сафина; а в паре в дуэте с Шахар Пеер взяли в четвертьфинале реванш у сестёр Бондаренко за финал в Австралии и снялись после трёх геймов матча с первой парой турнира Кара Блэк / Лизель Хубер. После турнира в Берлине Азаренко вошла в топ-10 парного рейтинга. На Открытом чемпионате Франции она имела 16-й номер посева. Относительно легко пройдя три матча (ни одного проигранного сета), в четвёртом ей вновь (как и в Майами]) преградила путь Светлана Кузнецова. В парном турнире вместе с Пеер дошли до 1/4 финала, а вот в миксте удалось выиграть турнир — их дуэт с Бобом Брайаном стал не просто сильнейшим, но и сделал это, обыграв в полуфинале и финале первые пары турнира (в полуфинале вторых сеянных — Пешке / Визнер и в финале — первых сеянных Среботник / Зимонич).
На Уимблдоне Азаренко также была посеяна 16-й в одиночном турнире, а в парном — 6-й (вместе с Пеер). В одиночке турнир закончился в третьем круге, дважды проиграв на тай-брейках Надежды Петровой. В паре Азаренко и Пеер дошли до 1/4 финала, где их обыграла первая сеянная пара турнира Кара Блэк и Лизель Хубер. В июле, перейдя на хард, Азаренко достигла четвертьфинала в Лос-Анджелесе и полуфинала в Монреале (оба раза ей преградила путь Динара Сафина). На дебютной Олимпиаде в Пекине удалось добиться двух мест в 1/8 финале (в одиночном турнире уступила Винус Уильямс, а в паре (вместе с Татьяной Пучек) — американской паре Дэвенпорт и Хубер. На Открытом чемпионате США была посеяна 14-й, но вновь проиграла в третьем раунде — Каролина Возняцки оказалась сильнее 6:4, 6:4.
Осенью Азаренко сыграла на трёх турнирах в европейских залах. Лучше всего выступила на турнире в Штутгарте, где удалось добиться двух полуфиналов. В одиночке, обыграв двух участниц топ-10 (Радваньскую и Дементьеву), не смогла справиться в полуфинале с Петровой; а в парном турнире их дуэт с Радваньской уступил в полуфинале победителям того турнира — Грёнефельд и Шнидер). Сезон завершился четвертьфиналом в Цюрихе, где Азаренко, в четвёртый раз за год, была вынуждена досрочно сняться с матча против Анабель Медины Гарригес. В итоговом рейтинге 2008 года Азаренко вошла в топ-20 одиночного и парного рейтингов.

### 2009—2011 (попадание в топ-10)
2009 год

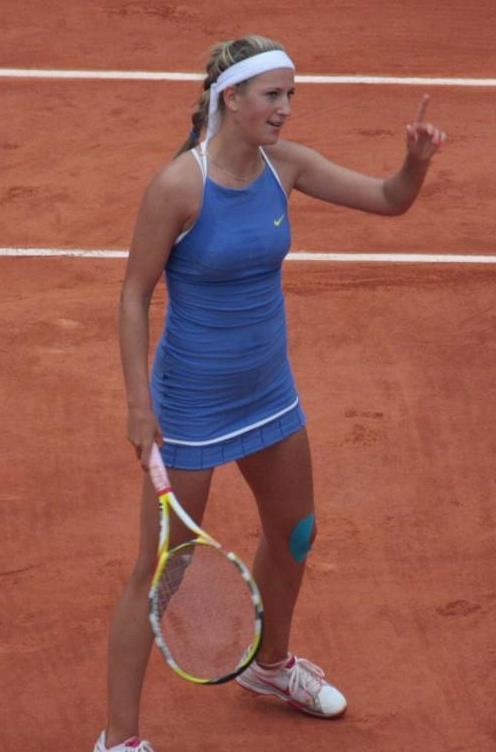
Азаренко на Ролан Гаррос-2009

Сезон начался с долгожданного дебютного одиночного титула WTA — в Брисбене она сначала взяла реванш в полуфинале у Эррани за прошлогодний Кубок Кремля, а затем обыграла в финале Марион Бартоли. На Открытом чемпионате Австралии была посеяна 13-й и дошла до четвёртого круга, где не смогла доиграть матч против будущей победительницы турнира Серены Уильямс, снявшись из-за проблем с самочувствием. при счёте 6:3, 2:4. В феврале Азаренко сыграла в отборочных раунда Кубка Федерации и помогла Беларуси выйти из группы, однако в плей-офф они проиграли сборной Эстонии. На турнире в Мемфисе (США) удалось сделать победный дубль (в паре титул был завоёван в команде с соперницей по одиночному финалу Каролиной Возняцки).
В марте два американских супертурнира стали триумфальными — в Индиан-Уэлсе удалось добиться полуфинала в одиночном турнире (обыграв по ходу вторую ракетку мира Динару Сафину) и титула в парном (вместе с обидчицей по полуфиналу одиночного турнира Верой Звонарёвой). Эти результаты позволили войти в топ-10 одиночного и парного рейтинга. Азаренко стала лишь второй теннисисткой из Беларуси (после Натальи Зверевой (ещё во времена СССР). которая смогла столь высоко подняться в одиночном рейтинге). В Майами Азаренко завоевала свой самый серьёзный титул на тот момент, обыграв в числе прочих Саманту Стосур, Светлану Кузнецову и в финале первую ракетку мира Серену Уильямс со счётом 6:3, 6:1. Это её третий титул в году.
В мае на турнире серии премьер 5 в Риме дошла до полуфинала, где не смогла переиграть Светлану Кузнецову. На Открытом чемпионате Франции Азаренко, посеянная девятой в одиночном турнире, дошла до четвертьфинала (попутно обыграв действующего (на тот момент) чемпиона турнира Ану Иванович), однако в матче за полуфинал уступила первой сеянной Динаре Сафиной — 6:1, 4:6, 2:6. В парном разряде совместно с Еленой Весниной была посеяна 12-й и дошла до финала (попутно обыграв пару Чжэн / Янь (в четвертьфинале) и Пэн / Се (в полуфинале)). В финале они легко уступили действующим чемпионкам турнира из Испании Медине Гарригес / Руано Паскуаль — 1:6, 1:6. На Уимблдонском турнире Азаренко была посеяна восьмой и дошла до четвертьфинала (обыграв Надежду Петрову), в котором уступила будущей победительнице турнира Серене Уильямс — 2:6, 3:6.
Финиш сезона прошёл на спаде результатов — в семи турнирах после Уимблдона Азаренко ни разу не выиграла больше двух матчей и максимум чего смогла добиться — это третий раунд Открытого чемпионата США и четвертьфинал в турнира в Токио. Однако несмотря ни на что она впервые в карьере попала на Итоговый турнир в Доху. В своей группе Азаренко обыграла в первом матче восьмую сеянную Елену Янкович (6:2, 6:3). Во втором матче Азаренко несколько раз ведя в счёте, всё же уступила Каролине Возняцки (6:1, 4:6, 5:7). Чтобы выйти из группы в полуфинал, Азаренко нужно было обыгрывать запасного игрока в сетке итогового турнира Агнешку Радваньскую. Это ей почти удалось — Азаренко вела 6:4, 5:2, однако затем уступила девять из десяти геймов, после чего вынуждена была сняться с матча из-за спазмов мышц ног. Азаренко завершила год седьмой в мире с результатом выигранных и проигранных матчей 45-15, завоевав три титула в одиночном разряде и два в парном.
2010 год
На первом официальном турнире сезона в Сиднее удалось дойти до полуфинала, где она проиграла Елене Дементьевой. На Открытом чемпионате Австралии Азаренко дошла до 1/4 финала, обыграв в четвёртом раунде № 9 в мире Веру Звонарёву. Она проиграла первой сеяной Серене Уильямс, хотя вела по ходу матча 6:4, 4:0. В феврале она не слишком удачно выступила за сборную в Кубке Федерации (сыграла один неполный матч, снявшись из-за травмы, а без неё сборная Беларусь не смогла выйти из отборочной группы). Затем белорусская теннисистка направилась на турнир в Дубае, где впервые в сезоне дошла до финала, обыграв в 1/2 Агнешку Радваньскую. В титульном матче она проиграла Винус Уильямс — 3:6, 5:7. На весенних американских турнирах высшей категории Премьер она сыграла хуже чем го назад. В Индиан-Уэлсе вышла только в третий раунд, уступив Марие Хосе Мартинес Санчес, а в Майами завершила выступления в четвёртом круге, проиграв Ким Клейстерс. В одиночном рейтинге она опустилась на девятое место.
Грунтовой отрезок сезона Азаренко начала в апреле с турнира международной серии в Марбелье, где снялась из-за повреждения левого бедра в четвертьфинале против всё той же Мартинес Санчес. На следующей неделе в Чарлстоне снялась в середине второго сета. Дальнейшие выступления на грунте прошли в борьбе с травмой. Она не могла пройти дальше второго раунда на пяти турнирах и не доиграла до конца ещё два матча. Начало лета Азаренко встретила уже в середине второго десятка рейтинга. В июне на траве турнира в Истборне Азаренко дошла до финала, обыграв в том числе двух теннисисток из топ-10 (Радваньскую и Клейстерс). В борьбе за титул против Екатерины Макаровой она проиграла со счётом 6:7, 4:6. На Уимблдонском турнире в третьем круге она вела 5:3 в первом сете у одного из открытий турнира — Петры Квитовой из Чехии, после чего уступила десять геймов подряд и проиграла матч.
Следующее появление в туре состоялось на рубеже июля и августа на турнире в Станфорде. Получив в последний момент специальный допуск, Азаренко уверенно прошла всю турнирную дистанцию и взяла титул. Единственный сет за турнир она проиграла в четвертьфинале Марион Бартоли. В полуфинале была обыграна № 5 в мире Саманта Стосур, а в финале Мария Шарапова. На следующем турнире в Цинциннати пришёл успех в парном разряде. В команде с Марией Кириленко она взяла титул, победив в финале на двух тай-брейках пару Лиза Реймонд и Ренне Стаббс. На турнире серии Премьер 5 в Монреале Азаренко уверенно добравшись до полуфинала, однако снялась в начале второго сета матча с Верой Звонарёвой. На Открытом чемпионате США она снялась во втором круге: в качестве причин названы жара и полученное на тренировке сотрясение мозга.
Во время осенней части сезона Азаренко вышла в полуфинал турнира в Токио и выиграла турнир в Москве, что позволило ей завершить год в топ-10 одиночного рейтинга и отобраться на Итоговый турнир. На нём она потерпела два поражения и выиграл один матч у Елены Янкович на групповой стадии и не смогла выйти дальше. Азаренко завершила год на 10-й строчке рейтинга.
2011 год

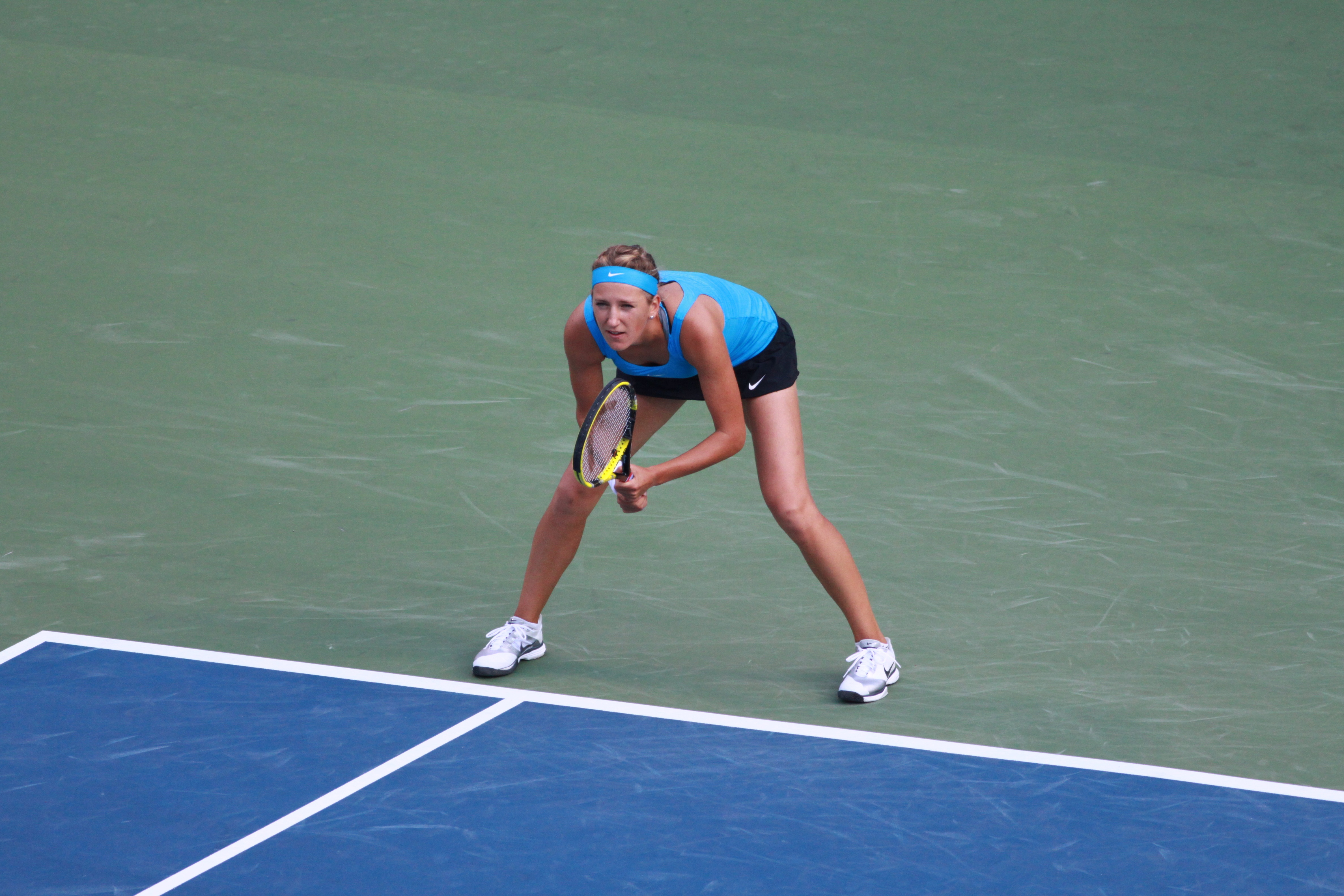
Азаренко на приёме подачи. Торонто 2011 год.

Сезон Азаренко начался с четвертьфинала турнира в Сиднее, где она уступила Ким Клейстерс. На Открытом чемпионате Австралии в одиночном разряде дошла до четвёртого круга, где не смогла переиграть Ли На) (3:6, 3:6). После проигрыша в одиночном разряде Азаренко продолжила выступления в парном разряде и вместе с Марией Кириленко дошла до финала, где они проиграли первой паре турнира Хисела Дулко и Флавия Пеннетта — 6:2, 5:7, 1:6. В начале февраля Азаренко сыграла за сборную и помогла ей отобраться в плей-офф за попадание во вторую мировую группу. На двух турнирах на Арабском полуострове не смогла достичь высокого результата. В марте она улучшила свои результаты на серии турниров в США: сначала Виктория дошла до четвертьфинала в Индиан-Уэлсе, где в матче против Каролины Возняцки была вынуждена сняться из-за травмы ноги, из-за которой не приняла участие в полуфинале парного разряда вместе с Кириленко. Далее на турнире в Майами она смогла завоевать титул. В 1/4 финала Азаренко победила вторую ракетку мира Ким Клейстерс (6:3, 6:3), в 1/2 финала — третью в мире Веру Звонарёву (6:0, 6:3), а в финале нанесла поражение Марии Шараповой со счётом 6:1, 6:4.
Выступление в сезоне на грунте Азаренко начала также с титула, который выиграла на турнире в Марбелье, где в финале победила Ирину-Камелию Бегу — 6:3, 6:2. Этот результат позволил войти в топ-5 мирового рейтинга. Затем Азаренко помогла сборной Беларуси выйти во вторую мировую группу Кубка Федерации, разгромив команду Эстонии. В мае на турнире высшей категории в Мадриде она сыграла в финале, в котором уступила чешке Петре Квитовой — 6:7, 4:6. В парном разряде был завоёван титул совместно с Марией Кириленко. В финале они одолели пару Квета Пешке и Катарина Среботник — 6:4, 6:3. На турнире в Риме Азаренко дошла до четвертьфинала, где в третий раз за три месяца не доиграла матч из-за проблем со здоровьем. Главный старт грунтового сезона на кортах Ролан Гаррос белоруска начала весьма уверенно, не проиграв в первых четырёх матчах ни сета, но в четвертьфинале одиночного разряда Азаренко вновь, как и в Австралии, встретилась с китаянкой Ли На и проиграла 5:7, 2:6. В парном разряде с Кириленко смогли достичь четвертьфинала, где проиграли паре Реймонд и Хубер.
Короткий травяной сезон состоял из двух турниров. На кортах Истборна Азаренко дошла до четвертьфинала, где на отказе уступила француженке Марион Бартоли. На Уимблдонском турнире белорусская теннисистка впервые в карьере дошла до одиночного полуфинала серии Большого шлема, где уступила чемпионке того розыгрыша Петре Квитовой в трёх сетах. После Уимблдона Азаренко поднялась на четвёртое место рейтинга.
Американская серия турниров в преддверии Открытого чемпионата США оказалась весьма короткой: лишь два турнира. На турнире в Станфорде удалось выиграть приз в парном разряде, где в команде с Кириленко смогли завоевать титул, обыграв в финале Реймонд и Хубер (6:1, 6:3). На турнире серии Премьер 5 в Торонто Азаренко дошла до полуфинала, где проиграла чемпионке того розыгрыша Серене Уильямс (3:6, 3:6). В парном разряде с Кириленко дошли до финала, где не сыграли по причине травмы руки у Азаренко. На Открытом чемпионате США Азаренко не повезло со жребием. Уже в третьем раунде она встретилась и вновь уступила Серене Уильямс. Однако после турнира она смогла впервые стать третьей ракеткой мира.
Осенью азиатская серия началась на турнире в Токио, где Азаренко дошла до полуфинала, но там уступила Агнешке Радваньской. В паре с Кириленко также дошла до полуфинала, где уже в первом сете Азаренко получила травму правой ноги. На турнире в Пекине Азаренко вновь испытывала проблемы со здоровьем, снялась с соревнований перед матчем 3-круга из-за травмы. Азаренко вернулась в игру спустя полторы недели. Сначала она выиграла зальный турнир в Люксембурге, где в финале обыграла Никулеску (6:2, 6:2). На кортах Итогового турнира в Стамбуле впервые удалось выйти из группы после двух побед с одинаковым счётом (6:2, 6:2) над № 7 в мире Самантой Стосур и № 5 в мире Ли На. В полуфинале она обыграла № 6 Веру Звонарёву (6:2, 6:3), однако в финале в трёх сетах проиграла третьей ракетке мира Петре Квитовой (5:7, 6:4, 3:6). По итогу сезона Азаренко сама смогла занять третью позицию рейтинга.

### 2012—2013 (№ 1 в мире, титулы в Австралии и золото Олимпиады)
2012 год
Период 2012 и 2013 годов стал лучшим в карьере белорусской теннисистки. На открывавшем сезон соревновании в Сиднее Азаренко переиграла сразу трёх теннисисток из топ-10, в том числе в финале Ли На (6:2, 1:6, 6:3), и завоевала свой девятый одиночный титул WTA. На Открытом чемпионате Австралии Азаренко выступила триумфально и смогла выиграть первый в карьере одиночный титул серии Большого шлема. Она легко преодолела первые раунды, а на решающих стадиях победила Агнешку Радваньскую, Ким Клейстерс и в финале переиграла Марию Шарапову, благодаря чему стала первой белорусской теннисисткой, кому удалось стать первой ракеткой мира в одиночном разряде.
| Стадия  | Соперница (посев)       | Рейтинг | Счёт           |
| 1 раунд | Хезер Уотсон            | 105     | 6-1 6-0        |
| 2 раунд | Кейси Деллакква (WC)    | 126     | 6-1 6-0        |
| 3 раунд | Мона Бартель            | 44      | 6-2 6-4        |
| 4 раунд | Ивета Бенешова          | 46      | 6-2 6-2        |
| 1/4     | Агнешка Радваньская (8) | 8       | 6-7(0) 6-0 6-2 |
| 1/2     | Ким Клейстерс (11)      | 14      | 6-4 1-6 6-3    |
| Финал   | Мария Шарапова (4)      | 4       | 6-3 6-0        |

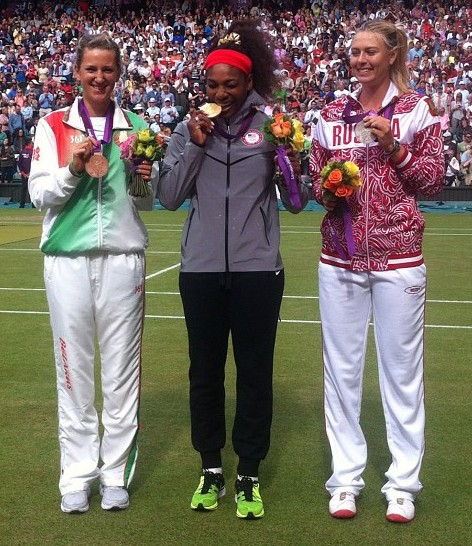
Азаренко (слева) на церемонии награждения Олимпиады 2012 года

В феврале Азаренко продолжила победную серию на турнире в Дохе, где выиграла титул, отдав соперницам лишь 18 геймов и в финале одолев Саманту Стосур — 6:1, 6:2. В марте на престижном турнире в Индиан-Уэлсе она в финале переиграла вторую ракетку мира Марию Шарапову (6:2, 6:3) и довела серию до 23 победных матчей. В паре с Квитовой дошли до 2-круга и снялись с турнира. На следующем турнире высокого уровня в Майами она доиграла до четвертьфинала, где уступила Марион Бартоли (3:6, 3:6) и прервала серию на 26 победах.
В апреле с началом грунтовой серии турниров она сыграла в финале соревнований в Штутгарте, где проиграла Марии Шараповой (1:6, 4:6), а до этого в полуфинале обыграла № 4 в мире Агнешку Радваньскую (6:1, 6:3). На Премьер-турнире высшей категории в Мадриде она смогла переиграть в 1/4 финала № 8 в мире Ли На (3:6, 6:3, 6:3), а в полуфинале вновь № 3 Агнешку Радваньскую (6:2, 6:4). В финале она уступила № 9 Серене Уильямс (1:6, 3:6). На финише грунтовой части сезоне — на кортах Ролан Гаррос Азаренко проиграла в матче четвёртого круга Доминике Цибулковой и потеряла на время звание первой ракетки мира.
На Уимблдонском турнире Азаренко удалось выйти в полуфинал и этот результат позволил вернуться на вершину мирового рейтинга. В борьбе за выход в финал она уступила Серене Уильямс (3:6, 6:7). После Уимблдона Азаренко сыграла на Олимпийском турнире в Лондоне. В одиночном разряде она обеспечила себе
матчи за медали после победы в 1/4 финала над № 7 в мире Анжеликой Кербер (6:4, 7:5). В полуфинале она разгромно проиграла Серене Уильямс (1:6, 2:6), а в матче за бронзу переиграла Марию Кириленко (6:3, 6:4). Азаренко смогла стать олимпийской чемпионкой в турнире смешанных пар вместе с Максимом Мирным. В матче за золото они переиграли хозяев Лору Робсон и Энди Маррея. Выступив в ранге фаворита под первым номером посева, они смогли принести Беларуси первую в истории золотую олимпийскую медаль в теннисе. После этого успеха она не играла любые официальные парные соревнования до 2015 года.
Результаты матчей
| Раунд      | Соперники                      | Посев | Счёт           |
| ---------- | ------------------------------ | ----- | -------------- |
| 1          | Анжелика Кербер Филипп Пецшнер |       | 6-2 6-2        |
| 1/4 финала | Саня Мирза Леандер Паес        |       | 7-5 7-6(5)     |
| 1/2 финала | Лиза Реймонд Майк Брайан       | 3     | 3-6 6-4 [10-7] |
| Финал      | Лора Робсон Энди Маррей        | WC    | 2-6 6-3 [10-8] |

На Открытом чемпионате США Азаренко прошла в финал, победив в том числе в 1/4 финала № 7 в мире Саманту Стосур (6:1, 4:6, 7:6) и в 1/2 финала № 3 Марию Шарапову (3:6, 6:2, 6:4). В решающем матче она вновь уступила Серене Уильямс (1:6, 6:2, 5:7). В сентябре на турнире в Токио она вышла в четвертьфинал, однако не смогла сыграть в нём из-за проблем со здоровьем. В начале октября она отлично сыграла на Премьер-турнире высшей категории в Пекине Азаренко, завоевыв очередной титул. В финале встретились первая и вторая ракетки мира и Азаренко смогла одолеть Марию Шарапову со счётом 6:3, 6:1. Затем на зальном турнире в Линце она взяла титул, обыграв Юлию Гёргес (6:3, 6:4). На Итоговом турнире она вышла из группы со второго места, выиграв у Анжелики Кербер (6:7, 7:6, 6:4) и Ли На (7:6, 6:3) и проиграв Серене Уильямс (4:6, 4:6). В полуфинале она уступила Шараповой (4:6, 2:6). По итогам сезона она обеспечила себе первую строчку в мировом рейтинге.
2013 год
Выступления в сезоне Азаренко начала с выхода в полуфинал турнира в Брисбене, однако она не вышла на матч против Серены Уильямс. Затем она успешно смогла защитить титул на Открытом чемпионате Австралии, переиграв в финале Ли На. Это её второй одиночный титул на турнирах серии Большого шлема и оба она выиграла в Австралии.
| Стадия  | Соперница (посев)  | Рейтинг | Счёт        |
| 1 раунд | Моника Никулеску   | 49      | 6-1 6-4     |
| 2 раунд | Элени Данилиду     | 94      | 6-1 6-0     |
| 3 раунд | Джейми Хэмптон     | 63      | 6-4 4-6 6-2 |
| 4 раунд | Елена Веснина      | 47      | 6-1 6-1     |
| 1/4     | Светлана Кузнецова | 75      | 7-5 6-1     |
| 1/2     | Слоан Стивенс (29) | 25      | 6-1 6-4     |
| Финал   | Ли На (6)          | 6       | 4-6 6-4 6-3 |

В феврале на крупном турнире в Дохе Азаренко также смогла защитить прошлогодний титул, обыграв по ходу турнира сразу трёх теннисисток из топ-10 (№ 7 Сару Эррани, № 4 Агнешку Радваньскую и в финале № 2 Серену Уильямс). Лидерство в рейтинге при этом сохранить не удалось: Уильямс после катарского турнира вернула себе первое место. Азаренко провела на вершине рейтинга с 30 января 2012 года в общей сложности 51 неделю. В марте она сыграла только в Индиан-Уэлсе, где не вышла на матч 1/4 финала против Каролины Возняцки. Обострение травмы ноги выбило Азаренко из строя на два месяца и на профессиональный корт Азаренко вернулась уже в мае. На турнире серии Премьер 5 в Риме удалось обыграть в 1/4 финала № 10 в мире Саманту Стосур (6:4, 1:6, 6:3), а в полуфинале № 6 Сару Эррани (6:0, 7:5). В финале она проиграла первой ракетки мира Серене Уильямс (1:6, 3:6). На Открытом чемпионате Франции ей впервые в карьере удалось выйти в полуфинал, в котором она проиграла Марии Шараповой (1:6, 6:2, 4:6).
Из-за травмы колена Уимблдона Азаренко снялась уже после матча первого круга. Оправившись от травмы, Азаренко в начале августа дошла до финала на турнире в Карлсбаде (уступив Саманте Стосур); а затем выиграла крупный приз в Цинциннати, переиграв в финале на решающем тай-брейке Серену Уильямс. На Открытом чемпионате США ей удалось второй год подряд выйти в финал. Здесь она вновь сразилась с Сереной Уильямс и не смогла её переиграть (5:7, 7:6, 1:6). Осенью она сыграла только на трёх турнирах, включая Итоговый чемпионат. На нём Азаренко не смогла выйти из группы, выиграв только один матч из трёх. В итоговом рейтинге она заняла второе место.

### 2014—2016 (травмы, возвращение и рождение ребёнка)
2014 год

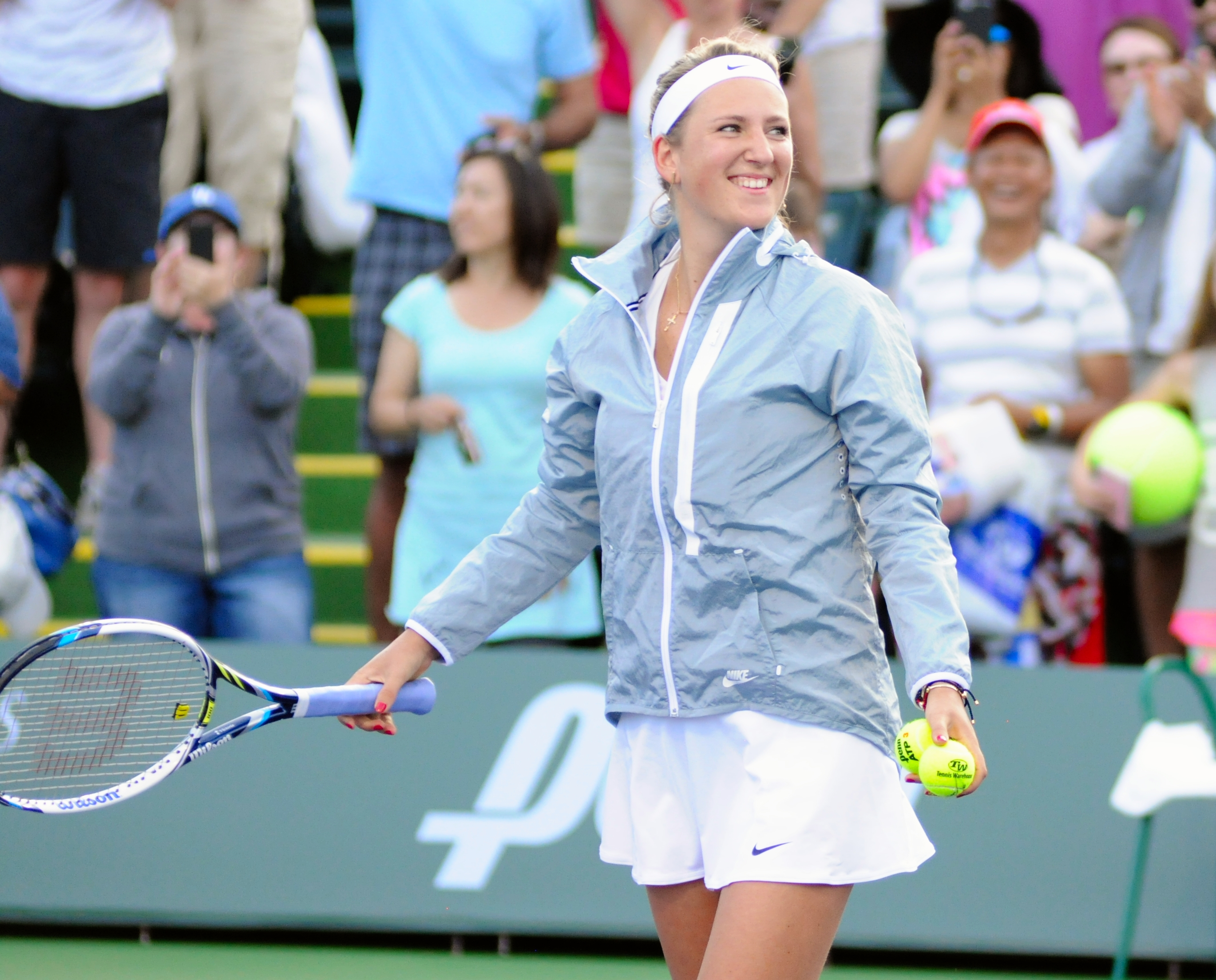
Азаренко на турнире в Индиан-Уэлсе 2015 года

На старте сезона Азаренко сыграла в Брисбене и, обыграв в полуфинале № 8 в мире Елену Янкович вышла в финал. Здесь она вновь сыграла против Серены Уильямс и проиграла в двух сетах. На Открытом чемпионате Австралии она довела беспроигрышную серию на этом соревновании до 18 матчей, однако в четвертьфинале проиграла Агнешке Радваньской — 1:6, 7:5, 0:6. Азаренко осталась на второй строчке рейтинга, однако после пропуска турниров в феврале из-за травмы стопы опустилась на четвёртое место. В марте на турнире в Индиан-Уэлсе она проиграла свой стартовый матч во втором раунде американке Лорен Дэвис (0:6, 6:7) и после этого взяла паузу в выступлениях до июня. По возвращении она выступала неудачно. На турнире в Истборне проиграла в первом же матче Камиле Джорджи, а на Уимблдонском турнире во втором раунде Бояне Йовановски. В августе Азаренко на турнире в Монреале вышла в четвертьфинал. Такого же результата она добилась на Открытом чемпионате США, однако потерянные рейтинговые очки отбросили её на 24-ю строчку. Осенью она сыграла только в Токио, где выбыла уже во втором раунде, проиграв Ане Иванович. Таким образом, в 2014 году Азаренко не выиграла ни одного титула, восемь раз снялась с турниров и упала в рейтинге до 32-го места. Причиной неудачного сезона в определённой степени стали травмы, сопровождавшие её в 2014 году.
2015 год
Старт сезона прошёл не слишком удачно и на Открытом чемпионате Австралии Азаренко вышла в четвёртый раунд, где проиграла Доминике Цибулковой. В феврале она впервые с 2011 года сыграла за сборную Беларуси и помогла своей команде пройти в плей-офф за право попасть во вторую мировую группу Кубка Федерации. На турнире в Дохе ей удалось выйти в финал, обыграв в том числе второй раз в сезоне № 5 в мире Каролину Возняцки и Винус Уильямс. В решающем матче турнира она уступила Луции Шафаржовой. В апреле она поучаствовала во всех трёх победных очках Беларуси в матче за выход во вторую мировую группу против Японии. В мае Азаренко сыграла в четвертьфинале турнира в Риме (третий раз в сезоне обыграна Каролина Возняцки), а на Ролан Гаррос ей уже в третьем раунде досталась Серена Уильямс, которая переиграла белорусскую теннисистку в трёх сетах. На Уимблдонском турнире Азаренко смогла преодолеть первые раунды и выйти в четвертьфинал, где вновь проиграла Серене Уильямс. После Уимблдона она на время вернулась в топ-20. До четвертьфинала Азаренко доиграла и на Открытом чемпионате США, проиграв на этой стадии Симоне Халеп. После этого она сыграла не слишком удачно только один турнир и завершила сезон 22-й в рейтинге.
2016 год
В начале января Азаренко победила в турнире в Брисбене, переиграв в финале немку Кербер (6:3, 6:1). Этот титул стал первым с августа 2013 года. С Кербер она вновь встретилась в четвертьфинале Открытого чемпионата Австралии и впервые в карьере Азаренко проиграла немецкой теннисистке (3:6, 5:7), которая по итогу выиграла тот розыгрыш турнира. В марте Азаренко великолепно провела крупный турнир в Индиан-Уэлсе. Она вышла в финал, в котором обыграла первую ракетку мира Серену Уильямс (6:4, 6:4). Для неё это четвёртая победа над американкой, вторая, добытая в двух сетах и первая с 2013 года. Выступление в Индиан-Уэлсе позволило вернуться в первую десятку рейтинга, заняв восьмое место. На следующем супертурнире в Майами её снова ожидал триумф. Азаренко не проиграла ни одного сета, сумев пройти в том числе высоких в рейтинге теннисисток: в четвёртом раунде № 4 в мире Гарбинью Мугурусу (7:6, 7:6) и в полуфинале № 3 Анжелику Кербер (6:2, 7:5). В финале она одержала уверенную победу над россиянкой Светланой Кузнецовой (6:3, 6:2). Это третий титул в сезоне и двадцатый в карьере на одиночных турнирах основного тура. Она стала первой с 2005 года теннисисткой (с побед Ким Клейстерс), кому удалось выиграть связку американских турниров в Индиан-Уэлсе и Майами в одном сезоне. В рейтинге она сумела войти в топ-5.
После успешных турниров в США, она выступила за сборную в матче за попадание в основную мировую группу против России. Азаренко выиграла два матча и помогла Беларуси победить со счётом 3:2 и впервые в истории попасть в восьмёрку сильнейших команд мира в Кубке Федерации. Азаренко в общей сложности выиграла весной 16 матчей подряд и эта серия вывела Азаренко на первое место в Чемпионской гонки в апреле. Однако вскоре её стали преследовать травмы, что привело к неудачным выступлениям и отказом продолжать матчи на турнирах. Ролан Гаррос завершился для неё в первом же раунде и после этого она не выступала до конца года. Причиной этого стала беременность Азаренко, о которой она объявила в июле. В декабре у неё родился сын. Несмотря на пропуск около половины сезона, Азаренко завершила год 13-й в рейтинге.

### 2017—2019 (возвращение на корт)
Азаренко смогла вернуться в июне 2017 года, не играв официальных турниров больше года. Она получала приглашение на турнире по «защищенному рейтингу», так как вернулась на корт лишь 978-й в мире. На Уимблдонском турнире она смогла выйти в четвёртый раунд, где уступила Симоне Халеп. Однако это оказалось её последним выступлением в сезоне. Сыграв всего два турнира она была вынуждена решать в суде вопросы опекунства над ребёнком с его отцом. Из-за это Азаренко пропустила также исторический для сборной Беларуси финал Кубка Федерации.
В 2018 году личные проблемы наконец-то решились и Азаренко смогла возобновить карьеру. Возвращение состоялось в марте на турнире в Индиан-Уэлсе, где она выиграла первый матч у Хезер Уотсон, а затем уступила Слоан Стивенс. Но уже на следующем турнире в Майами она хорошо себя проявила и смогла выйти в полуфинал, обыграв в 1/4 финала № 6 в мире Каролину Плишкову. В борьбе за выход в финал она снова проиграла Слоан Стивенс. Результат в Майами позволил вернуть себе место в топ-100. Однако в дальнейшем Азаренко выступала неудачно, проиграв в первом раунде на Ролан Гаррос, во втором на Уимблдоне и в третьем на Открытом чемпионате США. Однако на Уимблдоне она смогла выйти в финал соревнований в миксте, где сыграла в паре с Джейми Марреем. Осенью она сыграла только на турнире в Токио, где вышла в четвертьфинал и завершила сезон 51-й в мире.

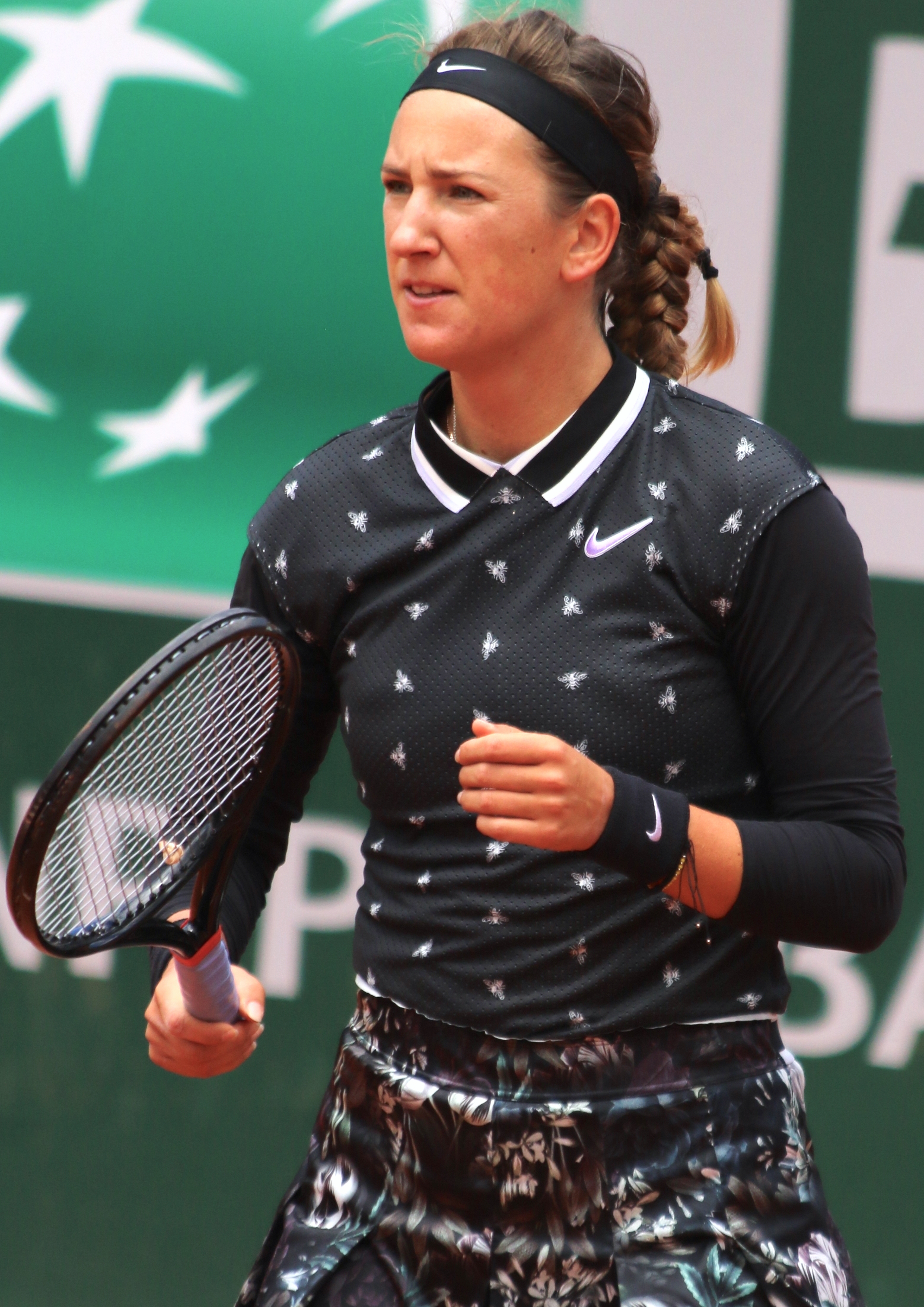
Азаренко на «Ролан Гаррос» 2019 года

Проблемы с результатами продолжились и на старте сезона 2019 года. В начале марта Азаренко смогла выиграть первый с 2011 года парный титул, став чемпионкой на турнире в Акапулько в паре с китаянкой Чжэн Сайсай. В одиночном разряде в Акапулько она впервые в сезоне вышла в четвертьфинал. В апреле Азаренко дошла до финала турнира в Монтеррее, в котором проиграла теннисистке из Испании Гарбинье Муругусе в двух сетах, отказавшись от борьбы во втором сете при счёте 3:1 в пользу испанки. В апреле она сыграла в полуфинале Кубка Федерации против команды Австралии. Азаренко проиграла Эшли Барти и победила Саманту Стосур, а в решающем парном матче при счёте 2:2 в дуэте с Ариной Соболенко проиграла паре Барти и Стосур.
Грунтовую часть сезона Азаренко начала с четвертьфинала турнира в Штутгарте, где смогла во втором раунде выбить с турнира № 4 в мире Каролину Плишкову. В мае на турнире серии Премьер 5 в Риме она победила во втором раунде № 6 в мире Элину Свитолину (4:6, 6:1, 7:5), а затем на отказе от продолжения матча Гарбинью Мугурусу и вышла в четвертьфинал. В парном разряде в альянсе с австралийкой Эшли Барти удалось выиграть титул. На Ролан Гаррос Азаренко во втором раунде сыграла с первой ракеткой мира Наоми Осакой и проиграла со счётом 6:4, 5:7, 3:6.
На Уимблдонском турнире Азаренко обыграла Ализе Корне и Айлу Томлянович, но в третьем круге уступила чемпионке того турнира Симоне Халеп (3:6, 1:6). На Открытом чемпионате США проиграла в первом раунде Арине Соболенко. Зато в парном разряде вместе с Эшли Барти она дошла до финала. В борьбе за титул они уступили Элизе Мертенс и Арине Соболенко (5:7, 5:7). Для Азаренко это был четвёртый в карьере финал турнира Большого шлема в парном разряде и первый на Открытом чемпионате США (ранее за всю карьеру на Открытом чемпионате США в парном разряде Азаренко выиграла только два матча). Во всех финалах Большого шлема в женской паре с разными партнёршами она проиграла. Концовку сезона Азаренко пропустила из-за травмы плеча.

### 2020—2023 (финал в США, полуфинал в Австралии)
Азаренко третий раз за четыре года пропустила Открытый чемпионат Австралии, на этот раз из-за продолжающихся судебных разбирательств с экс-бойфрендом за право опеки над сыном Лео. До перерыва в сезоне из-за пандемии коронавируса она сыграла только на одном турнире. В августе Азаренко победила на турнире серии Премьер 5 в Цинциннати, не будучи сеянной. В финале Азаренко должна была встретиться с Наоми Осакой, но соперница отказалась от игры. Для Азаренко это была первая победа на турнирах WTA с апреля 2016 года.
На Открытом чемпионате США Азаренко впервые с 2013 года сумела дойти до полуфинала турнира Большого шлема в одиночном разряде. В первых трёх кругах не отдала соперницам ни сета, обыграв в том числе 11-ю ракетку мира Арину Соболенко (6:1, 6:3). В четвёртом круге она обыграла 26-ю ракетку мира Каролину Мухову (5:7, 6:1, 6:4). В четвертьфинале белоруска разгромила 22-ю ракетку мира Элизе Мертенс (6:1, 6:0), а в полуфинале обыграла 9-ю ракетку мира Серену Уильямс 1:6, 6:3, 6:3 и третий раз в карьере вышла в финал Открытого чемпионата США. Как и в предыдущих финалах Азаренко снова проиграла — на этот раз Наоми Осаке (6:1, 3:6, 3:6). После выступления в США она поднялась на 14-е место в рейтинге.
Перенесенный на осень грунтовый отрезок сезона, начался для неё с выхода в четвертьфинал в Риме. Она смогла обыграть Винус Уильямс, в сухую № 5 в мире Софию Кенин, а также на отказе в первом сете Дарью Касаткину, а затем проиграла в трёх сетах Гарбинье Мугурусе. На Открытом чемпионате Франции она неожиданно проиграла во втором раунде 161-й в мире Анне Каролине Шмидловой, взяв всего четыре гейма за два сета. Завершила сезон выходом в «белорусский финал» турнира в Остраве, где в противоборстве с соотечественницей Ариной Соболенко проиграла 2:6, 2:6. Впервые с 2016 года Азаренко завершила сезон в топ-20, заняв в итоговом рейтинге 2020 года 13-е место.

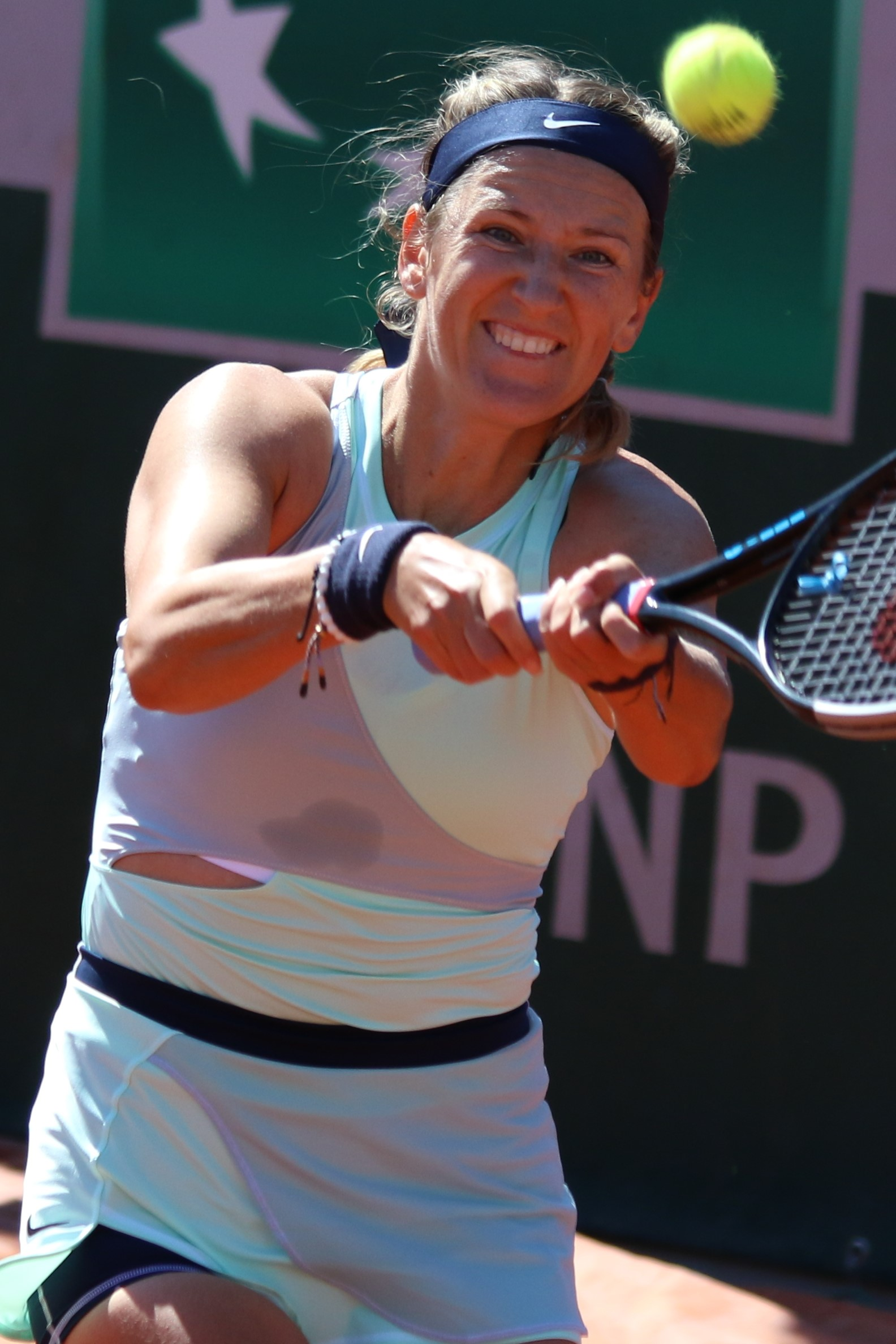
Открытый чемпионат Франции 2022 года

На Открытом чемпионате Австралии 2021 года Азаренко выбыла уже в первом раунде, проиграв Джессике Пегула. В феврале на турнире в Дохе в четвертьфинале была обыграна пятая ракетка мира Элина Свитолина (6:2, 6:4), однако на полуфинал против Гарбиньи Мугурусы она не вышла из-за травмы спины. Пропустив несколько турниров, она выступила в марте на турнире в Майами, где вышла в четвёртый раунд. На Открытом чемпионате Франции её результатом стал также четвёртый раунд, в котором проиграла Анастасии Павлюченковой. В июне на травяном турнире в Берлине Азаренко удалось выйти в полуфинал и выиграть в партнёрстве с Ариной Соболенко парный титул. Уимблдон она завершила поражением во втором раунде от Сораны Кырстя. В августе она вышла в четвертьфинал турнира в Монреале, проиграв его Соболенко, а на Открытом чемпионате США в третьем раунде уступила Мугурусе. В перенесенном на октябрь крупном турнире в Индиан-Уэлсе Азаренко смогла воспользоваться хорошей сеткой (из топ-20 у неё была только одна соперница — во втором раунде № 11 в мире Петра Квитова) и вышла в финал, в котором проиграла испанке Пауле Бадоса (6:7, 6:2, 6:7). Завершила сезон на 27-м месте рейтинга.
В первом матче 2022 года Азаренко, как и в последнем матче 2021 года сыграла против Паулы Бадосы и на этот раз смогла обыграть восьмую ракетку мира в первом раунде турнира в Аделаиде (6-3 6-2). В целом она доиграла на первом турнире сезона до 1/4 финала. На Открытом чемпионате Австралии удалось выйти в четвёртый раунд, однако дальше её не пустила Барбора Крейчикова. На турнирах до конца мая Азаренко не могла выйти дальше третьего раунда, в том числе и на Ролан Гаррос. В начале августа она вышла в четвертьфинал турнира в Вашингтоне. На Открытом чемпионате США Азаренко вышла в четвёртый раунд, где проиграла Каролине Плишковой. 2022 год Азаренко 12-й раз в карьере закончила в топ-30 мирового рейтинга.
На Открытом чемпионате Австралии 2023 года 33-летняя Азаренко, посеянная под 24-м номером, впервые с 2016 года дошла до 1/4 финала этого турнира. В третьем круге Азаренко обыграла 13-ю ракетку мира Мэдисон Киз (1-6 6-2 6-1). Всего Азаренко 18-й раз в карьере дошла до четвертьфинала турниров Большого шлема и шестой раз в Австралии (после 2010, 2012, 2013, 2014 и 2016 годов). В четвертьфинале Азаренко разгромила третью ракетку мира Джессику Пегулу из США (6-4 6-1) и 9-й раз в карьере вышла в полуфинал турнира Большого шлема (третий раз в Австралии), где уступила Елене Рыбакиной из Казахстана (6-7(4-7) 3-6).

### 2025
В первом раунде «Ролан Гаррос» разгромила бельгийку Янину Викмайер со счетом 6:0, 6:0. 35-летняя Азаренко, будучи 75-й ракеткой мира, стала самой возрастной теннисисткой, одержавшей «сухую» победу на турнирах «Большого шлема». Азаренко побила рекорд Винус Уильямс, установленный в 2015 году. Виктория также поднялась на чистое 3-е место по количеству побед под ноль на турнирах «Большого шлема» (5), опередив Серену Уильямс (4). Чаще них с разгромным счетом побеждали россиянка Мария Шарапова и бельгийка Ким Клийстерс (по 6).
22 июня в финале квалификации турнира в Бад-Хомбурге обыграла россиянку Веронику Кудерметову со счетом 6:7 (4:7), 6:3, 6:4, проведя на корте 3 часа 22 минуты. Этот матч стал для Азаренко самым продолжительным в WTA-туре. Прежний рекорд по длительности принадлежал встрече на «Ролан Гаррос»-2022, когда в третьем круге трехсетового поединка теннисистка уступила Жиль Тайхманн со счетом 6:4, 5:7, 6:7 (5:10) — тот поединок продлился 3 часа 18 минут.

### Тренеры
Первым её тренером стала Валентина Егоровна Ржаных.
В 13 лет её следующий тренер Вячеслав Коников уехал в США. Азаренко, как и многих других подающих надежды теннисисток, взяла под опеку крупнейшая в Беларуси компания по экспорту/импорту военной продукции «Белтехэкспорт». В созданном при фирме клубе она тренировалась у главного тренера юниорской сборной Беларуси Надежды Дроздовой.
В 15 лет, благодаря спонсорской помощи, спортсменке удалось устроиться в академию тенниса на испанском курорте Марбелья, где Виктория тренировалась у бывшего наставника знаменитой Штеффи Граф Клауса Хофсаса.
В 16 лет теннисистка переехала в Скотсдейл (штат Аризона, США), при содействии известного российского вратаря НХЛ Николая Хабибулина и его жены Виктории, подруги матери Азаренко. Там белоруска начинает работать с португальским тренером Антониу ван Грихеном. За четыре года работы и совместных тренировок удалось добиться значимого прогресса.
Перед сезоном-2010 произошла любопытная рокировка: тренер Азаренко начал работу с Верой Звонарёвой, а тренер россиянки вошёл в команду Виктории. Это был Самюэль Сумик. С французом у спортсменки получился самый продуктивный период. Именно с Сумиком белоруска одержала свои главные на текущий момент карьерные победы, окончательно закрепилась в статусе теннисистки топ-уровня и некоторое время возглавляла женский рейтинг.
В начале сезона-2015 сразу после поражения на Открытом чемпионате Австралии новым тренером Азаренко стал бельгийский специалист Вим Фиссетт. В 2017 году её тренировал Майкл Джойс. В 2018 году Азаренко вновь стала сотрудничать с Фиссетом до конца 2019 года, когда её тренер ушёл в команду Наоми Осаки.
В 2020 году Азаренко подключила в свою команду нового тренера, 31-летнего француза Дориана Десклуа. В октябре 2021 года она стала работать совместно с Максимом Чутакяном.

## Выступления на турнирах

### Достижения
- Победительница четырёх турниров Большого шлема (дважды — в одиночном разряде и дважды — в миксте).
- Олимпийская чемпионка (2012) в миксте и бронзовый призёр тех же игр в одиночном разряде.
- Победительница 31 турнира WTA (из них 21 — в одиночном разряде).
- Бывшая первая ракетка мира в одиночном разряде и бывшая седьмая — в парном.
- Бывшая первая ракетка мира в юниорском рейтинге.
- Победительница двух юниорских турниров Большого шлема в одиночном разряде (Открытый чемпионат Австралии, Открытый чемпионат США-2005).
- Победительница четырёх юниорских турниров Большого шлема в парном разряде (дважды — Уимблдона).

## Награды и звания
- Заслуженный мастер спорта Республики Беларусь (2010)[79]
- Орден Отечества III степени (2012)[80]
- Орден Почёта (2012) — за достижение высоких спортивных результатов на XXX летних Олимпийских играх 2012 года в г. Лондоне (Великобритания) и большой личный вклад в развитие физической культуры и спорта[81][82]